# حس الأخاطيط
حس الأخاطيط أو حِسُّ المُخَطَّطات (بالإنجليزية: Graphesthesia)‏ هو القدرة على التعرف على الكتابة على الجلد تمامًا عن طريق اللمس، اسمها مستمد من الرسوم البيانية اليونانية "graphē" (الكتابة) والفلسفة اليونانية القديمة "aisthēsis" (الإدراك). يختبرُ حس الأخاطيط الإحساس القشري المُدمج؛ لذلك من الضروري أن يكون الإحساس الأولي سليمًا.
خلال الفحص الطبي أو العصبي يتم اختبار حس الأخاطيط من أجل اختبار بعض الحالات العصبية مثل: الآفات في جذع الدماغ أو الحبل الشوكي أو القشرة الحسية أو المهاد، حيث يقوم الفاحص بكتابة أرقام مفردة أو أحرف بسيطة على الجلد (عادةً على راحة اليد) بشيء يوفر محفزًا واضحًا مثل مُثبط لكسر اللسان أو غطاء القلم وغير ذلك. قبل بدء الاختبار قد يتم التوصل إلى اتفاق بين الفاحص والمريض فيما يتعلق بتوجيه الرسائل، على الرغم من أن هذا غير ضروري في كثير من الأحيان؛ لأن التوجيه وحجم الأرقام نادرًا ما يشكل قضية، لكن يكون الجانب الحاسم في اختبار حس الأخاطيط -كما هو الحال مع أي اختبار حسي- هو إثبات أن المريض يتفهم الاختبار، ومن ثم يتم بدء الاختبار، في المريض المصاب بالشلل النصفي يتم إجرائه على اليد العادية السليمة، حيثُ يسمح هذا أيضًا للفاحص بتقييم قدرات المريض الحسابية؛ نظرًا لأن المرضى متوسطي فهم الحساب قد يواجهون صعوبات في أداء المهمة.
يقدم المريض إجابة لفظية تحدد الصورة التي تم رسمها، وإذا كان المريض يعاني من ضعف في النطق أو اللغة يمنعه من التعبير لفظيا يمكنه اختيار الإجابة من سلسلة من الصور التي تعرض عليه، ويشير فقدان حس الأخاطيط إما إلى ضرر الفص الجداري على الجانب المقابل لليد التي تم اختبارها أو إلى ضرر بمسار الأعمدة الظهرية عند أي نقطة بين النقطة التي تم اختبارها والفص الجداري المقابل، إن الاستخدام الإكلينيكي الرئيسي للاختبار في القرن الحادي والعشرين في حالة التنكس العقدي القاعدي القشري؛ حيث أنه بالإضافة إلى وجود دليل على خلل العقد القاعدي، فإن وجود فقدان الحواس القشري من المرجح أن يكون له خصوصية عالية إلى حد ما للتشخيص.
يمكن الاستعاضة عن اختبار حس الأخاطيط بمعرفة التجسم (stereognosis) إذا كان المريض غير قادر على الإمساك بالأشياء.